# Sabir Rizayev
Sabir Akbar oglu Rizayev (en azerí: Sabir Əkbər oğlu Rizayev; Ereván, 17 de abril de 1924 - Ereván, 20 de diciembre de 1978) fue un crítico, guionista y escritor soviético, galardonado con el título "Artista de Honor de la República Socialista Soviética de Armenia" en 1975.

## Biografía
Sabir Rizayev nació el 17 de abril de 1924 en la ciudad de Ereván. Se graduó de la escuela secundaria en Moscú. En 1942 participó como voluntario en la Segunda Guerra Mundial. Después de la Segunda Guerra Mundial regresó a Ereván y trabajó en el periódico "Armenia soviética". Desde 1948 sus artículos críticos sobre obras de teatro y películas se publicaron en la prensa.
Sabir Rizayev se graduó del Instituto Estatal de Teatro y Cinematografía de Ereván en 1951. En 1954 después de graduarse con honores del Instituto Estatal Ruso de Artes Escénicas dirigió el departamento de guiones del estudio de cine Armenfilm. Desde 1965 hasta el final de su vida trabajó como subdirector del Instituto de Arte de la Academia Nacional de Ciencias de la República de Armenia. Los críticos de arte moderno de Armenia llamaron a Sabir Rizayev el fundador de los estudios de cine armenio.
Sabir Rizayev sufrió un infarto. El 20 de diciembre de 1978 se falleció y fue enterrado en el cementerio de la ciudad de Ereván.